# Тремити
Островите Трѐмити (на италиански: Tremiti) са островна група в южното Адриатическо море, близо до италианския бряг. Архипелагът се състои от пет острова: Сан Никола (San Nicola), Сан Домино (San Domino), Капрая (Capraia), Пианоза (Pianosa) и Кретачо (Cretaccio).
С името Ѝзоле Трѐмити (на италиански: Isole Tremiti) те са община в Южна Италия, провинция Фоджа, регион Пулия. Населението на общината е 486 души (към 2010 г.).
Административен център на общината е село Сан Домино, на едноименния остров.